# Juegos Mundiales Militares
Los Juegos Mundiales Militares son un evento multideportivo realizado cada cuatro años. Son organizados por el Consejo Internacional del Deporte Militar (CISM). Los Juegos Militares se han celebrado desde 1995. Recientemente se creó una edición de invierno de los juegos, la primera edición fue organizada por la región italiana del Valle de Aosta del 20 al 25 de marzo de 2010. 

## Historia
Entre el 4 al 16 de septiembre de 1995, conmemorando los 50 años del final de la Segunda Guerra Mundial y de la ratificación de la Carta de las Naciones Unidas, se realizó en la ciudad de Roma la primera edición de los Juegos Olímpicos Mundiales Militares, contando con la presencia de 4017 atletas de 93 países en 17 deportes.
La ceremonia de apertura contó con la participación del Papa Juan Pablo II, el Presidente italiano Oscar Luigi Scalfaro y el primer ministro Lamberto Dini.
La segunda edición de los juegos ocurrió en Zagreb, Croacia en 1999. Contó con 6734 atletas de 82 países.
La tercera edición de los Juegos Mundiales Militares se realizó en Catania, Italia, en 2003, con más de 7 mil atletas que representaron a 87 países.
La cuarta edición de los juegos tuvo lugar en 2007, en la ciudad de Hyderabad, en la India. Debido a la distancia, hubo una significativa reducción en el número de atletas (alrededor de 5 mil), aunque también aumentó el número de naciones participantes (récord de 101 países). En estos Juegos, Rusia fue el país con más medallas recibidas (un total de 100 medallas), seguido por China, Alemania e Italia.

## Ediciones

### Juegos Mundiales Militares de verano
| Número                          | Año  | Ciudad         | País           | Competidores | Deportes | Eventos |
| ------------------------------- | ---- | -------------- | -------------- | ------------ | -------- | ------- |
| I Juegos Mundiales Militares    | 1995 | Roma           | Italia         | 4017         | 17       | 179     |
| II Juegos Mundiales Militares   | 1999 | Zagreb         | Croacia        | 7825         | 18       | 199     |
| III Juegos Mundiales Militares  | 2003 | Catania        | Italia         | 3217         | 11       | 120     |
| IV Juegos Mundiales Militares   | 2007 | Hyderabad      | India          | 4738         | 15       | 157     |
| V Juegos Mundiales Militares    | 2011 | Río de Janeiro | Brasil         | 4017         | 20       | 195     |
| VI Juegos Mundiales Militares   | 2015 | Mungyeong      | Corea del Sur  | 8700         | 24       | 248     |
| VII Juegos Mundiales Militares  | 2019 | Wuhan          | China          | 9308         | 27       | 316     |
| VIII Juegos Mundiales Militares | 2027 | Charlotte      | Estados Unidos |              |          |         |

### Juegos Mundiales Militares de invierno
| Número                         | Año  | Ciudad         | País     | Competidores                                | Deportes                                    | Eventos                                     |
| ------------------------------ | ---- | -------------- | -------- | ------------------------------------------- | ------------------------------------------- | ------------------------------------------- |
| I Juegos Mundiales Militares   | 2010 | Valle de Aosta | Italia   | 800                                         | 6                                           | 28                                          |
| II Juegos Mundiales Militares  | 2013 | Annecy         | Francia  | 1000                                        | 6                                           | 36                                          |
| III Juegos Mundiales Militares | 2017 | Sochi          | Rusia    | 402                                         | 7                                           | 44                                          |
| IV Juegos Mundiales Militares  | 2022 | Berchtesgaden  | Alemania | Cancelados debido a la pandemia de COVID-19 | Cancelados debido a la pandemia de COVID-19 | Cancelados debido a la pandemia de COVID-19 |
| V Juegos Mundiales Militares   | 2025 | Lucerna        | Suiza    |                                             |                                             |                                             |

## Deportes

### Juegos de verano
- Atletismo
- Bádminton
- Baloncesto
- Balonmano
- Boxeo
- Ciclismo
- Clavado
- Esgrima
- Fútbol
- Gimnasia artística
- Golf
- Hípica
- Judo
- Lucha libre
- Natación
- Natación en aguas abiertas
- Orientación
- Paracaidismo
- Pentatlón moderno
- Taekwondo
- Tenis de mesa
- Tenis
- Tiro con arco
- Tiro
- Triatlón
- Vela
- Voleibol
- Voleibol de playa

- Deportes militares:
  - Pentatlón militar
  - Pentatlón naval
  - Pentatlón aeronáutico

### Juegos de invierno
- Biatlón
- Escalada deportiva
- Esquí alpino
- Esquí de fondo
- Esquí de orientación
- Esquí de travesía
- Patinaje de velocidad sobre pista corta
- Patrulla militar

## Cuadro general de medallas

### Juegos de verano
Actualizado al año 2019.
| Rank                | País                   | Oro  | Plata | Bronce | Total |
| ------------------- | ---------------------- | ---- | ----- | ------ | ----- |
| 1                   | China                  | 324  | 247   | 168    | 739   |
| 2                   | Rusia                  | 294  | 227   | 190    | 711   |
| 3                   | Brasil                 | 102  | 104   | 107    | 313   |
| 4                   | Italia                 | 88   | 94    | 115    | 297   |
| 5                   | Francia                | 51   | 53    | 70     | 174   |
| 6                   | Polonia                | 49   | 61    | 87     | 197   |
| 7                   | Corea del Sur          | 47   | 48    | 57     | 152   |
| 8                   | Alemania               | 40   | 71    | 80     | 191   |
| 9                   | Corea del Norte        | 39   | 34    | 45     | 118   |
| 10                  | Ucrania                | 34   | 63    | 73     | 170   |
| 11                  | Kenia                  | 27   | 26    | 25     | 78    |
| 12                  | Estados Unidos         | 20   | 30    | 30     | 80    |
| 13                  | Bielorrusia            | 18   | 25    | 58     | 101   |
| 14                  | Baréin                 | 17   | 5     | 15     | 37    |
| 15                  | Eslovenia              | 15   | 17    | 22     | 54    |
| 16                  | Irán                   | 14   | 22    | 27     | 63    |
| 17                  | Turquía                | 14   | 10    | 16     | 40    |
| 18                  | Noruega                | 13   | 21    | 15     | 49    |
| 19                  | Croacia                | 13   | 12    | 21     | 46    |
| 20                  | Uzbekistán             | 13   | 9     | 12     | 34    |
| 21                  | Rumania                | 11   | 23    | 29     | 63    |
| 22                  | Austria                | 10   | 15    | 21     | 46    |
| 23                  | Marruecos              | 10   | 11    | 11     | 32    |
| 24                  | Kazajistán             | 10   | 9     | 23     | 42    |
| 25                  | Bélgica                | 10   | 5     | 13     | 28    |
| 26                  | Catar                  | 9    | 11    | 10     | 30    |
| 27                  | Letonia                | 9    | 7     | 9      | 25    |
| 28                  | Brunéi                 | 9    | 6     | 11     | 26    |
| 29                  | Egipto                 | 8    | 8     | 14     | 30    |
| 30                  | Suiza                  | 8    | 7     | 20     | 35    |
| 31                  | Arabia Saudita         | 8    | 6     | 5      | 19    |
| 32                  | Argelia                | 7    | 9     | 17     | 33    |
| 33                  | Eslovaquia             | 7    | 7     | 10     | 24    |
| 34                  | Países Bajos           | 7    | 4     | 9      | 20    |
| 35                  | Suecia                 | 7    | 2     | 9      | 18    |
| 36                  | República Checa        | 6    | 10    | 10     | 26    |
| 37                  | Túnez                  | 6    | 4     | 6      | 16    |
| 38                  | Finlandia              | 5    | 18    | 12     | 35    |
| 39                  | Azerbaiyán             | 5    | 12    | 22     | 39    |
| 40                  | Grecia                 | 4    | 20    | 11     | 35    |
| 41                  | Estonia                | 4    | 4     | 6      | 14    |
| 42                  | Hungría                | 3    | 10    | 6      | 19    |
| 43                  | India                  | 3    | 4     | 19     | 26    |
| 44                  | Lituania               | 3    | 4     | 16     | 23    |
| 45                  | Bulgaria               | 3    | 3     | 6      | 12    |
| 46                  | Canadá                 | 3    | 1     | 10     | 14    |
| 47                  | Ecuador                | 3    | 1     | 0      | 4     |
| 48                  | Chile                  | 2    | 4     | 2      | 8     |
| 48                  | Siria                  | 2    | 4     | 2      | 8     |
| 50                  | Sri Lanka              | 2    | 2     | 8      | 12    |
| 51                  | Irlanda                | 2    | 1     | 4      | 7     |
| 52                  | Venezuela              | 1    | 4     | 10     | 15    |
| 53                  | Mongolia               | 1    | 3     | 5      | 9     |
| 54                  | Vietnam                | 1    | 2     | 3      | 6     |
| 55                  | Omán                   | 1    | 2     | 2      | 5     |
| 56                  | Tanzania               | 1    | 2     | 0      | 3     |
| 57                  | Armenia                | 1    | 1     | 5      | 7     |
| 58                  | Dinamarca              | 1    | 1     | 3      | 5     |
| 59                  | Namibia                | 1    | 1     | 2      | 4     |
| 59                  | Perú                   | 1    | 1     | 2      | 4     |
| 59                  | Sudán                  | 1    | 1     | 2      | 4     |
| 62                  | Emiratos Árabes Unidos | 1    | 0     | 2      | 3     |
| 62                  | Uganda                 | 1    | 0     | 2      | 3     |
| 64                  | Serbia y Montenegro    | 1    | 0     | 1      | 2     |
| 65                  | Gabón                  | 1    | 0     | 0      | 1     |
| 65                  | Senegal                | 1    | 0     | 0      | 1     |
| 67                  | Tailandia              | 0    | 5     | 10     | 15    |
| 68                  | República Dominicana   | 0    | 4     | 7      | 11    |
| 69                  | Lesoto                 | 0    | 3     | 1      | 4     |
| 70                  | Chipre                 | 0    | 2     | 2      | 4     |
| 71                  | Camerún                | 0    | 1     | 4      | 5     |
| 72                  | Indonesia              | 0    | 1     | 3      | 4     |
| 73                  | Georgia                | 0    | 1     | 2      | 3     |
| 73                  | Jordania               | 0    | 1     | 2      | 3     |
| 75                  | Luxemburgo             | 0    | 1     | 1      | 2     |
| 75                  | Ruanda                 | 0    | 1     | 1      | 2     |
| 77                  | Mónaco                 | 0    | 1     | 0      | 1     |
| 78                  | Barbados               | 0    | 0     | 3      | 3     |
| 78                  | España                 | 0    | 0     | 3      | 3     |
| 78                  | Serbia                 | 0    | 0     | 3      | 3     |
| 78                  | Sudáfrica              | 0    | 0     | 3      | 3     |
| 82                  | Botsuana               | 0    | 0     | 2      | 2     |
| 82                  | Kuwait                 | 0    | 0     | 2      | 2     |
| 82                  | Pakistán               | 0    | 0     | 2      | 2     |
| 82                  | Uruguay                | 0    | 0     | 2      | 2     |
| 86                  | Afganistán             | 0    | 0     | 1      | 1     |
| 86                  | Albania                | 0    | 0     | 1      | 1     |
| 86                  | Argentina              | 0    | 0     | 1      | 1     |
| 86                  | Colombia               | 0    | 0     | 1      | 1     |
| 86                  | Costa de Marfil        | 0    | 0     | 1      | 1     |
| 86                  | Jamaica                | 0    | 0     | 1      | 1     |
| 86                  | Portugal               | 0    | 0     | 1      | 1     |
| 86                  | Surinam                | 0    | 0     | 1      | 1     |
| Totales (93 países) | Totales (93 países)    | 1433 | 1450  | 1684   | 4567  |

### Juegos de invierno
Actualizado a 2017.
| Rank                | País                | Oro | Plata | Bronce | Total |
| ------------------- | ------------------- | --- | ----- | ------ | ----- |
| 1                   | Rusia               | 29  | 16    | 14     | 59    |
| 2                   | Italia              | 25  | 19    | 18     | 62    |
| 3                   | Francia             | 24  | 21    | 20     | 65    |
| 4                   | China               | 6   | 11    | 8      | 25    |
| 5                   | Austria             | 6   | 11    | 6      | 23    |
| 6                   | Suiza               | 5   | 6     | 5      | 16    |
| 7                   | Eslovenia           | 4   | 4     | 5      | 13    |
| 8                   | Noruega             | 2   | 5     | 2      | 9     |
| 9                   | Alemania            | 2   | 3     | 7      | 12    |
| 10                  | Polonia             | 2   | 0     | 1      | 3     |
| 11                  | Corea del Sur       | 2   | 0     | 0      | 2     |
| 12                  | Bulgaria            | 1   | 4     | 2      | 7     |
| 13                  | Estonia             | 1   | 1     | 0      | 2     |
| 14                  | España              | 1   | 0     | 2      | 3     |
| 15                  | Finlandia           | 0   | 1     | 5      | 6     |
| 16                  | Kazajistán          | 0   | 1     | 4      | 5     |
| 17                  | Rumania             | 0   | 1     | 1      | 2     |
| 18                  | Bielorrusia         | 0   | 1     | 0      | 1     |
| 19                  | Irán                | 0   | 0     | 1      | 1     |
| 19                  | Lituania            | 0   | 0     | 1      | 1     |
| 19                  | República Checa     | 0   | 0     | 1      | 1     |
| 19                  | Serbia              | 0   | 0     | 1      | 1     |
| 19                  | Suecia              | 0   | 0     | 1      | 1     |
| Totales (23 países) | Totales (23 países) | 110 | 105   | 105    | 320   |